# سندرم ای‌ای‌سی
سندرم دست خرچنگی-دیسپلازی اکتودرمال-شکاف چهره‌ای (انگلیسی: Ectrodactyly–ectodermal dysplasia–cleft syndrome) که به‌اختصار سندرم ای‌سی‌سی (انگلیسی: EEC syndrome) یا «ای‌سی‌سی» (ECC) هم نامیده می‌شود، نوعی اکتودرمال دیسپلازی نادر ژنتیکی اتوزومال غالب است: 571  که ویژگی‌اش، دست خرچنگی، دیسپلازی اکتودرمال و شکاف‌های ناحیه صورت (مثلاً لب‌شکری) است. سایر علائم دیده شده در این سندرم عبارتند از: ریفلاکس ادراری، عفونت ادراری راجعه، انسداد مجاری اشکی-بینی، کاهش رنگدانه‌های مو، پوست، فقدان یا ناهنجاری برخی دندان‌ها، هیپوپلازی مینای دندان، فقدان سوراخ اشکی در پلک پائین، نورهراسی، اختلالات شناختی گاه‌به‌گاه، ناهنجاری‌های کلیه و ناشنوایی هدایتی.